# Malacoptila
Malacoptila is een geslacht van vogels uit de familie baardkoekoeken (Bucconidae).

## Soorten
Het geslacht kent de volgende soorten:
- Malacoptila fulvogularis  – Okerborstbaardkoekoek
- Malacoptila fusca  – Witborstbaardkoekoek
- Malacoptila mystacalis  – Knevelbaardkoekoek
- Malacoptila panamensis  – Witsnorbaardkoekoek
- Malacoptila rufa  – Roodnekbaardkoekoek
- Malacoptila semicincta  – Todds baardkoekoek
- Malacoptila striata  – Zwart-witte baardkoekoek